# Edisom
Edisom foi uma editora independente criada em Lisboa, em 1981, por antigos funcionários da Rossil, entre os quais António Manuel Rolo Duarte. Foi extinta em 1995. Era a representante de editoras multinacionais como a Virgin, Mute, Charisma e Stiff.

## História
Lançaram discos dos Salada de Frutas, UHF, Pizo Lizo, Vodka Laranja, Frodo, Discurso Directo, Doutores & Engenheiros, José Mário Branco, Dulce Pontes, Joaquim d'Azurém, entre outros. Os maiores sucessos de vendas aconteceram com o cantor lírico Carlos Guilherme no single "Quando o Coração Chora" (1983), cantado em dueto no projeto Romeu & Julieta, e no álbum Canções de Amor (1990). Outro sucesso estrondoso foi com os Ministars, o primeiro grupo português de música infanto-juvenil.
Em 1994, a Edisom deixa de representar a multinacional Virgin, que passa para a EMI-Valentim de Carvalho, perdendo considerável influência no mercado português. Outro fator demolidor foi a criação da Edivideo – empresa ligada à edição de cassetes video e jogos de computador – que levou ao encerramento da Edisom pouco tempo depois, em 1995.